# ديفيد بلاك
ديفيد بلاك (بالإنجليزية: David Black)‏ (22 مارس 1868 في المملكة المتحدة - 1 يناير 1940) هو لاعب كرة قدم بريطاني (وحمل سابقاً جنسية المملكة المتحدة لبريطانيا العظمى وأيرلندا) في مركز جناح. شارك مع منتخب اسكتلندا لكرة القدم. أما مع النوادي، فقد لعب مع توتنهام هوتسبير وغريمسبي تاون ونادي أرسنال ونادي بيرنلي ونادي ميدلزبره ووولفرهامبتون واندررز ونادي كلايد.

## وصلات خارجية
- ديفيد بلاك على موقع قاعدة بيانات كرة القدم.إي يو (الإنجليزية)